# Rádio ABC (Santo André)
Rádio ABC é uma estação de rádio brasileira de Santo André, São Paulo. Opera nos 1570 kHz em AM e 81,9 MHz no FM estendido e integra o Grupo ABC de Comunicação. Seus estúdios estão localizados na Avenida Pereira Barreto, no bairro Vila Gilda, e seus transmissores de AM e FM, na Vila Curuçá.

## Histórico
Inaugurada em 1954 pelo político getulista Luiz Quentel, foi a segunda emissora de rádio na região do ABC Paulista (a primeira foi a Rádio Clube de Santo André - atual Rádio Trianon - lançada em maio do ano anterior). Seus primeiros locutores foram Haroldo José, Joca e Geraldo Domingues.Muitos artistas famosos participaram de programas de auditório da emissora na década de 1950, como Hebe Camargo, Cauby Peixoto,  Ângela Maria e Vicente Celestino, além dos locutores Muíbo Cury e Hélio de Alencar.
Posteriormente foi vendida para os empresários José Antônio Constantino e Milton Espíndola e adquirida em meados dos anos 2000 pelo empresário Ivo Rocha. Muitos nomes consagrados passaram pela emissora, como Humberto Marçal, Fausto Canova, João Ferreira, Rony Magrini e Paulo Barboza. Funcionou por muitos anos na Rua Tatuí, no bairro Casa Branca, em Santo André, sendo transferida, logo após a sua venda, para o endereço atual, na Av. Pereira Barreto, no bairro Vila Gilda. No prédio ao lado, funcionavam os antigos estúdios da rádio 97 FM (atual Energia 97, pertencente aos antigos donos da ABC). Atualmente, é a única emissora de rádio comercial sediada na região.
Em 6 de março de 2023, a Rádio ABC iniciou suas transmissões em caráter experimental na frequência de 81,9 MHz do FM estendido.

## Programas
- Tudo ou Night (Willian Lago e Alexandre Poletto)
- Rancho do Mathioli (Valdecir Mathioli)
- Bom Dia ABC com Ricardo Leite
- Manhã ABC com Vitor Neto
- Programa Figueiredo Júnior
- Programa Segurança em Destaque (Delegado Luís Fabiano)
- Madrugada Especial (Valdecir Mathiolli)
- Programa Voz do Coração (Rogério Surlan)
- Interatividade
- Sem Noção (Luciano Samarrenho)
- Expressinho da Tarde
- Voz do Brasil
- Amor Sem Fim (Ramos de Albuquerque)
- Alvorada Sertaneja (Mauro Viola)
- Super Sábado Show (Vieira Filho)
- Galera do Chapéu
- Programa Jeff Korassão de Estudante
- Programa Ismael Alves
- Musical ABC
- Saudade da Minha Terra
- Arquivo de Memórias Musicais
- Anuncia-Me
- Programa Nova Palavra (Luiz Carlos Patrício)
- Canta Itália (Marcos Rioto)
- Pioneiros da Nova Geração
- Missa Dominical
- De Olho no Bairro
- Casa Sertaneja
- ABC Futebol Clube
- Jornada Esportiva ABC
- Portugal Trilha Nova
- Trajetória de Sucesso
- Boa Noite Brasil
- Love Story - uma História de Amor
- Madrugada Evangelizar é Preciso (Rede Evangelizar)

## Equipe Esportiva
- Narração: Gomão Ribeiro e Ricardo Melo
- Comentários: Jurandir Martins
- Reportagens: Luiz Campos e Airton Marques
- Apresentação: Ismael Alves
- Direção: Ismael Alves

## Operação de Áudio
- Nildo de Sousa - Mano Dim
- Luiz Carlos Oliveira
- Emerson Santos
- Luis Antonio - Isidoro
- Marcelo Ribeiro
- Thaimerson Leite Chagas

### Coordenação
- Thiago Rossy
- Vitor Neto
- Rodrigo Rocha